# 1696 Нурмела
1696 Нурмела (1696 Nurmela) — астероїд головного поясу, відкритий 18 березня 1939 року.
Тіссеранів параметр щодо Юпітера — 3,606.